# Lewisville (Idaho)
Pour les articles homonymes, voir Lewisville.
Lewisville est une ville américaine située dans le comté de Jefferson en Idaho.

## Démographie
| 1910 | 1920 | 1930 | 1940 | 1950 | 1960 |
| ---- | ---- | ---- | ---- | ---- | ---- |
| 346  | 383  | 285  | 371  | 402  | 385  |

| 1970 | 1980 | 1990 | 2000 | 2010 | - |
| ---- | ---- | ---- | ---- | ---- | - |
| 468  | 502  | 471  | 467  | 458  | - |

Selon le recensement de 2010, Lewisville compte 458 habitants. La municipalité s'étend alors sur 0,63 mille carré (1,63 km2).